# Ian Keith
Ian Keith (nacido como Keith Ross; 27 de febrero de 1899 – 26 de marzo de 1960) fue un actor estadounidense.

## Biografía
Su verdadero nombre era Keith Ross, y nació en Boston, Massachusetts. Fue un actor teatral de carácter, y actuó en diversos papeles en películas del cine mudo de los años veinte. Su experiencia teatral le hizo una elección natural para el nuevo cine sonoro. Interpretó a John Wilkes Booth en la primera película hablada de D. W. Griffith, Abraham Lincoln. Keith tuvo un papel principal en el wéstern de 1930 de Raoul Walsh The Big Trail. Según una anécdota de Hollywood, Keith pudo haber tenido una carrera de mayor importancia, pero un affaire con la mujer de Walsh podría haberle costado dicho éxito. Puede haber algo de cierto en ello, pues no consiguió el papel principal de la versión de 1931 de Drácula, pero Keith siguió trabajando en el cine, aunque en títulos menores, hasta que en 1932 Cecil B. DeMille lo contrató para rodar The Sign of the Cross. Este título le confirmó como un fiable actor secundario, y continuó actuando en docenas de papeles en las siguientes tres décadas.
La fuerte constitución de Keith (1,88 m), sus atractivas facciones y su voz resonante le fueron de gran utilidad. Se convirtió en uno de los favoritos de DeMille, actuando en muchos de sus títulos épicos. Manejaba los personajes históricos y los tipos profesionales modernos con igual aplomo. En los años cuarenta todavía tuvo más ocupación, trabajando fundamentalmente en títulos de la serie B, en los cuales alternaba la interpretación de los buenos (un jefe de detectives en The Payoff, un amable hipnotizador en Mr. Hex, un político en She Gets Her Man) y la de los malos (un sospechoso de asesinato en The Chinese Cat, un abogado corrupto en Bowery Champs, un estafador en Singing on the Trail). También tuvo facilidad para la comedia, y su rico retrato del histriónico actor Vitamin Flintheart en Dick Tracy vs. Cueball fue tan divertido que repitió el papel en dos películas más.
Asimismo, actuó en muchos programas televisivos de los años cincuenta. Apareció en la película It Came from Beneath the Sea (1955), y Cecil B. DeMille le devolvió a la gran pantalla para rodar Los diez mandamientos (1956), en la cual interpretó a Ramsés I.

## Vida personal
Estuvo casado en cuatro ocasiones: con Blanche Yurka (1922-1926); con Ethel Clayton (1928-1931); con Fern Andra (1932-1934); y, finalmente, con Hildegarde Pabst (1936-1960). 
Falleció a causa de un ataque cardíaco en 1960 en Nueva York, a los 61 años.